# Aldo Corzo
Aldo Sebastián Corzo Chávez (Lima, 20 de maio de 1989) é um futebolista peruano que atua como zagueiro. Atualmente defende o Universitario.

## Carreira
Ele fez sua estreia na Primeira Divisão em 20 de agosto de 2008, jogando o jogo inteiro e tendo um desempenho notável.Nessa partida, o Alianza venceu o Sport Boys por 2 a 0. Além de jogar futebol profissionalmente, em 2008 cursava administração de empresas. No ano seguinte foi vice-campeão nacional, perdendo a final para o Universitario de Deportes. Em 2010 foi contratado pelo Club Universidad de San Martín, equipa com a qual conquistou o campeonato nacional nesse mesmo ano.Além disso, disputou a Copa Sul-Americana de 2010, a Copa Libertadores de 2011 e a Copa Sul-Americana de 2012.
Após cinco temporadas no San Martín, foi transferido para o Deportivo Municipal para a temporada de 2016, consolidando-se na defesa e sendo contabilizado por Ricardo Gareca para a Copa América Centenário, participando de dois dos quatro jogos. Naquele ano, o Deportivo Municipal terminou na quarta colocação do campeonato peruano.
Em dezembro de 2016, foi contratado pelo Universitario de Deportes por duas temporadas. O lateral-direito preferiu a oferta apresentada pelos merengues depois de rejeitar a tentativa de renovação do Deportivo Municipal e a proposta do Alianza Lima.

## Títulos
Universidad de San Martín
- Campeonato peruano: 2010

Universitario de Deportes
- Torneo Apertura: 2020